# Johannes Mandl
Johannes Mandl (eigentlich Johann Mandl, * 12. Mai 1899 in St. Peter am Kammersberg, Steiermark; † 14. November 1937 in Graz) war ein österreichischer katholischer Geistlicher und Kunsthistoriker.

## Leben
Der Sohn eines Kleinbauern studierte katholische Theologie und wurde 1923 zum Priester geweiht. Von 1924 bis 1928 war er als Kaplan in Wildon und Feldkirchen bei Graz eingesetzt und studierte daneben an der Universität Graz Kunstgeschichte bei Hermann Egger; 1928 wurde er zum Dr. phil. promoviert. Danach konnte er 1928 bis 1931 seine Studien mit einem Stipendium an der Anima in Rom fortsetzen. 1931 wurde er Assistent am kunsthistorischen Institut der Universität Graz und habilitierte sich 1933 für kirchliche Kunstgeschichte und christliche Archäologie. Er lehrte als Privatdozent für diese Fächer an der katholisch-theologischen Fakultät der Universität Graz. Mandl war 1932 Gründer und erster Kustos des Diözesanmuseum Graz, ab 1934 Generaldirektor der katholischen Preßvereinsanstalten der Diözese Seckau, ab 1935 Generaldirektor des Verlages Styria.

## Veröffentlichungen (Auswahl)
- Die Entwicklung des Altarbaues im 16. und 17. Jahrhundert in der Steiermark. Dissertation Graz 1928.
- Deutsche Kunst im Vatikan. 1930
- Ältere Ansichten der Porta Pinciana. In: Mededelingen van het Nederlands Historisch Instituut te Rome 14, 1932, S. 153–157.
- St. Christophorus, der Schützer der Kraftfahrer. Styria, Graz 1932.
- Die Kirche des hl. Chrysogonus in Rom. Eine kunstgeschichtliche Studie. Graz 1933.
- Zur Baugeschichte und Ausstattung des Casino Rospigliosi in Rom. In: Festschrift zum 60. Geburtstag Hermann Egger. Leykhamk, Graz 1933, S. 63–67.
- Schloß Seggau, ein kurzer Führer durch die Geschichte und Sehenswürdigkeiten der Bischofsburg ob Leibnitz. Graz 1936.